# إيان هالواي
إيان هالواي (Ian Scott Holloway) (مواليد 12 مارس 1963)، هو لاعب كرة قدم كان يلعب كلاعب وسط.

## وصلات خارجية
- إيان هالواي على موقع قاعدة بيانات كرة القدم.إي يو (الإنجليزية)
- إيان هالواي على موقع Soccerbase.com (لاعب) (الإنجليزية)
- إيان هالواي على موقع Soccerbase.com (مدرب) (الإنجليزية)
- إيان هالواي على موقع عالم كرة القدم.نت (الإنجليزية)